# Lijst van rijksmonumenten in de Reguliersdwarsstraat
Een overzicht van de 35 rijksmonumenten in de Reguliersdwarsstraat in Amsterdam.
| Object                                                                                       | Oorspronkelijke functie? | Bouwjaar               | Architect | Locatie                  | Coördinaten?                  | Nr.?   | Afbeelding                                                               |
| -------------------------------------------------------------------------------------------- | ------------------------ | ---------------------- | --------- | ------------------------ | ----------------------------- | ------ | ------------------------------------------------------------------------ |
| Pand met halsgevel                                                                           | Gebouw                   | eerste helft 18e eeuw  |           | Reguliersdwarsstraat 7   | 52° 22' 0" NB, 4° 53' 22" OL  | 4834   | Meer afbeeldingen                                                        |
| Pand met halsgevel                                                                           | Gebouw                   | eerste helft 18e eeuw  |           | Reguliersdwarsstraat 11  | 52° 22' 0" NB, 4° 53' 23" OL  | 4835   | Pand met halsgevel                                                       |
| Pand met gevel onder gesneden rechte lijst met consoles                                      | Gebouw                   | laatste kwart 18e eeuw |           | Reguliersdwarsstraat 13  | 52° 22' 0" NB, 4° 53' 23" OL  | 4836   | Pand met gevel onder gesneden rechte lijst met consoles                  |
| Pand met halsgevel                                                                           | Gebouw                   | eerste helft 18e eeuw  |           | Reguliersdwarsstraat 15  | 52° 22' 0" NB, 4° 53' 23" OL  | 4837   | Pand met halsgevel                                                       |
| Huis met latere gevel onder klokvormige top met rollagen                                     | Gebouw                   | 17e/19e eeuw           |           | Reguliersdwarsstraat 21  | 52° 21' 60" NB, 4° 53' 24" OL | 4838   | Huis met latere gevel onder klokvormige top met rollagen                 |
| Pand met klokgevel                                                                           | Gebouw                   | derde kwart 18e eeuw   |           | Reguliersdwarsstraat 23  | 52° 21' 60" NB, 4° 53' 24" OL | 4839   | Pand met klokgevel                                                       |
| Pand met gevel onder rechte lijst met gevelsteen en jaartallint                              | Gebouw                   | 1718                   |           | Reguliersdwarsstraat 25  | 52° 21' 60" NB, 4° 53' 24" OL | 4840   | Meer afbeeldingen                                                        |
| Pand met puntgevel                                                                           | Gebouw                   | vermoedelijk 1718      |           | Reguliersdwarsstraat 27  | 52° 21' 60" NB, 4° 53' 25" OL | 4841   | Meer afbeeldingen                                                        |
| Hoekhuis met trapgevel en pui met geblokte deuromlijsting                                    | Gebouw                   | 17e/18e eeuw           |           | Reguliersdwarsstraat 31  | 52° 21' 60" NB, 4° 53' 25" OL | 4842   | Meer afbeeldingen                                                        |
| Pand met klokgevel met rollagen                                                              | Gebouw                   | ca. 1700               |           | Reguliersdwarsstraat 35  | 52° 22' 0" NB, 4° 53' 26" OL  | 4843   | Meer afbeeldingen                                                        |
| Pand met halsgevel met originele houten pui                                                  | Gebouw                   | 1738                   |           | Reguliersdwarsstraat 39  | 52° 21' 59" NB, 4° 53' 27" OL | 4844   | Meer afbeeldingen                                                        |
| Pand met gevel onder klokvormige rollagentop                                                 | Gebouw                   | 18e/19e eeuw           |           | Reguliersdwarsstraat 41  | 52° 21' 59" NB, 4° 53' 27" OL | 4845   | Meer afbeeldingen                                                        |
| Pand met puntgevel                                                                           | Gebouw                   | 18e eeuw               |           | Reguliersdwarsstraat 43  | 52° 21' 59" NB, 4° 53' 27" OL | 4846   | Meer afbeeldingen                                                        |
| Pand met klokgevel met rollagen                                                              | Gebouw                   | laat 18e eeuw          |           | Reguliersdwarsstraat 47  | 52° 21' 59" NB, 4° 53' 28" OL | 4847   | Meer afbeeldingen                                                        |
| Pand met klokgevel                                                                           | Gebouw                   | 1752                   |           | Reguliersdwarsstraat 49  | 52° 21' 59" NB, 4° 53' 28" OL | 4848   | Meer afbeeldingen                                                        |
| Hoekhuis met klokgevel en overgebouwde zijgevel                                              | Gebouw                   | 17e/18e eeuw           |           | Reguliersdwarsstraat 51  | 52° 21' 59" NB, 4° 53' 29" OL | 4850   | Meer afbeeldingen                                                        |
| Pand met gevel onder rechte lijst                                                            | Gebouw                   | 19e eeuw               |           | Reguliersdwarsstraat 4   | 52° 22' 0" NB, 4° 53' 21" OL  | 4857   | Meer afbeeldingen                                                        |
| Huis waarvan de gevel, die zijn bekroning heeft verloren, een provisorische afsluiting heeft | Gebouw                   | 17e eeuw               |           | Reguliersdwarsstraat 6   | 52° 22' 0" NB, 4° 53' 21" OL  | 4858   | Meer afbeeldingen                                                        |
| Koetshuis onder dwars dak met houten pilasters in de pui                                     | Opslag                   | 18e eeuw               |           | Reguliersdwarsstraat 24  | 52° 21' 59" NB, 4° 53' 25" OL | 4859   | Upload foto                                                              |
| Breed complex koetshuizen onder dwars dak met dakkapellen                                    | Gebouw                   | 18e/19e eeuw           |           | Reguliersdwarsstraat 30  | 52° 21' 59" NB, 4° 53' 26" OL | 4860   | Breed complex koetshuizen onder dwars dak met dakkapellen                |
| Complex koetshuizen met bovenwoningen                                                        | Gebouw                   | 18e/19e eeuw           |           | Reguliersdwarsstraat 36  | 52° 21' 59" NB, 4° 53' 27" OL | 4861   | Complex koetshuizen met bovenwoningen                                    |
| Voormalig koetshuis met gevel onder rechte lijst waarboven een dwarsdak                      | Gebouw                   | 18e eeuw               |           | Reguliersdwarsstraat 40  | 52° 21' 59" NB, 4° 53' 28" OL | 4862   | Voormalig koetshuis met gevel onder rechte lijst waarboven een dwarsdak  |
| Koetshuis onder schilddak met twee dakkapellen                                               | Gebouw                   | 18e eeuw               |           | Reguliersdwarsstraat 42  | 52° 21' 58" NB, 4° 53' 29" OL | 4863   | Koetshuis onder schilddak met twee dakkapellen                           |
| Pakhuis met halsgevel                                                                        | Gebouw                   | ca. 1750               |           | Reguliersdwarsstraat 89  | 52° 21' 58" NB, 4° 53' 37" OL | 4851   | Upload foto                                                              |
| Pand met klokgevel                                                                           | Woonhuis                 | 18e eeuw               |           | Reguliersdwarsstraat 95  | 52° 21' 58" NB, 4° 53' 38" OL | 4852   | Upload foto                                                              |
| Hoekhuis voorgevel gewijzigd                                                                 | Gebouw                   | 18e/19e eeuw           |           | Reguliersdwarsstraat 121 | 52° 21' 57" NB, 4° 53' 42" OL | 4853   | Meer afbeeldingen                                                        |
| Pand met klokgevel                                                                           | Gebouw                   | derde kwart 18e eeuw   |           | Reguliersdwarsstraat 127 | 52° 21' 57" NB, 4° 53' 43" OL | 4854   | Pand met klokgevel                                                       |
| Huis met latere gevel onder ingezwenkte punttop                                              | Gebouw                   | 17e eeuw               |           | Reguliersdwarsstraat 129 | 52° 21' 57" NB, 4° 53' 43" OL | 4855   | Huis met latere gevel onder ingezwenkte punttop                          |
| Complex etagewoningen onder dwars dak gevel onder rechte lijst                               | Gebouw                   | mogelijk 18e eeuw      |           | Reguliersdwarsstraat 131 | 52° 21' 57" NB, 4° 53' 43" OL | 4856   | Complex etagewoningen onder dwars dak gevel onder rechte lijst           |
| Pand met pilaster-halsgevel                                                                  | Gebouw                   | midden 17e eeuw        |           | Reguliersdwarsstraat 72  | 52° 21' 57" NB, 4° 53' 37" OL | 4865   | Pand met pilaster-halsgevel                                              |
| Pand met vijfraamsgevel onder rechte lijst                                                   | Gebouw                   | midden 19e eeuw        |           | Reguliersdwarsstraat 74  | 52° 21' 57" NB, 4° 53' 37" OL | 4866   | Pand met vijfraamsgevel onder rechte lijst                               |
| Voormalig koetshuis met gevel onder rechte lijst waarboven een dwars dak                     | Gebouw                   | 18e eeuw               |           | Reguliersdwarsstraat 78  | 52° 21' 57" NB, 4° 53' 37" OL | 4867   | Voormalig koetshuis met gevel onder rechte lijst waarboven een dwars dak |
| Pand onder dwars dak en met gevel onder rechte lijst                                         | Gebouw                   | midden 19e eeuw        |           | Reguliersdwarsstraat 86  | 52° 21' 57" NB, 4° 53' 39" OL | 4868   | Pand onder dwars dak en met gevel onder rechte lijst                     |
| Voormalig koetshuis met bovenwoningen                                                        | Gebouw                   | eerste helft 19e eeuw  |           | Reguliersdwarsstraat 106 | 52° 21' 57" NB, 4° 53' 42" OL | 4870   | Voormalig koetshuis met bovenwoningen                                    |
|                                                                                              | Handel en kantoor        | 1910-1911              |           | Reguliersdwarsstraat 108 | 52° 21' 56" NB, 4° 53' 43" OL | 518504 | Meer afbeeldingen                                                        |